# DTS-HD Master Audio

DTS-HD Master Audio

Il Digital Theater System High-Definition Master Audio (abbreviato in DTS-HD Master Audio) è un sistema di codifica audio multicanale, nata come evoluzione del Digital Theater System e pensata per l'impiego opzionale negli HD DVD e nei Blu-ray e in prospettiva per l'utilizzo in studio.

## Funzionamento
Oltre a offrire fino a otto canali discreti e permettere di estendere la frequenza di campionamento fino a 192 kHz su due canali (quindi la risposta in frequenza fino a circa 96 kHz) o 96 kHz su 8 canali (con risposta in frequenza fino a 48 kHz), permette la codifica trasparente/lossless (compressione dati lossless), ovvero senza perdita di informazioni e con perfetta ricostruzione del segnale PCM non compresso originale. Il DTS-HD Master Audio rimarrà compatibile con i decoder DTS tradizionali che ne leggeranno la parte 5.1 compressa, mentre i nuovi decoder DTS-HD, direttamente integrati nei lettori HD DVD o Blu-ray oppure in un amplificatore AV di nuova generazione, potranno decodificare l'intero flusso offrendo una superiore qualità audio.
Il DTS-HD esiste anche in una versione intermedia, sotto il profilo della qualità, fra il DTS classico e il Master Audio, che prende il nome di DTS-HD High Resolution Audio. Come per il Master Audio, anche il DTS-HD High Resolution Audio gestisce fino a 7.1 canali a 96 kHz/24 bit ma, in questo caso, la codifica avviene mediante compressione distruttiva (lossy) anziché trasparente. Il bitrate può essere molto più elevato rispetto al DTS tradizionale e raggiunge i 6 Mbps nel Blu-Ray Disc e 3 Mbps nell'HD-DVD.
Oltre alla codifica trasparente, la superiore risoluzione e il maggior numero di canali, una nuova interessante funzionalità offerta dal DTS-HD è il channel re-mapping. Il DTS-HD, infatti, permette di utilizzare gli otto canali da posizionare secondo diverse configurazioni. Oltre ai 5.1 canali classici (centrale, frontali destro/sinistro, effetti surround destro/sinistro e subwoofer) i canali in più possono essere utilizzati in modo più flessibile.
Normalmente, nell'ottica dell'impiego con i nuovi impianti home-theather 7.1, i due nuovi canali serviranno a gestire una coppia di diffusori posteriori aggiuntiva, per portare a quattro il numero di canali surround secondo una configurazione piuttosto classica con surround destro/sinistro, surround back destro/sinistro). Questa è la configurazione standard.
Le alternative, però, possono ad esempio prevedere l'uso di un canale centrale posteriore e un canale di "altezza", per pilotare un diffusore posizionato sul soffitto, sopra gli spettatori. O ancora due canali frontali superiori, da posizionare sopra i canali frontali. O ancora un canale centrale posteriore e un secondo canale centrale anteriore, da riprodurre anche questo con un diffusore posto più in alto rispetto a quello standard. E così via.
Poiché i programmi codificati in DTS-HD 7.1 potrebbero prevedere una configurazione di diffusori diversa da quella dell'impianto home-theater in cui avviene la riproduzione, il Channel Re-Mapping si occupa, mediante speciali elaborazioni digitali, di adattare la riproduzione dei 7.1 canali fra la configurazione di canali prevista in fase di registrazione e quella dell'impianto in cui avviene l'ascolto.
Il flusso dati DTS-HD Master Audio può essere trasferito fra lettore Blu-Ray e HD-DVD e decoder/amplificatore AV solo mediante l'interfaccia HDMI 1.3. Il flusso dati DTS-HD High Resolution Audio può invece essere trasferito anche mediante interfaccia HDMI 1.1 o 1.2. Dal canto suo Dolby ha realizzato il Dolby TrueHD come sistema di codifica lossless, con caratteristiche piuttosto simili al DTS-HD Master Audio.